# Нікуліна Алла Степанівна
А́лла Степа́нівна Ніку́ліна (нар. 29 травня 1936 року, м. Мелітополь, УРСР) — педагог, кандидат педагогічних наук (1977), доктор філософії, професор (1990), заслужений працівник народної освіти України (1992), почесний академік НАПНУ (2003), неасоційований член ЮНЕСКО.

## Біографічні дані
Народилася 29 травня 1936 року в Мелітополі.
У 1957 році закінчила Мелітопольський державний педагогічний інститут за спеціальністю: викладач математики, креслення та малювання. 
Певний час працювала вчителем, інспектором районного та обласного відділів освіти.
З 1966 — директор школи № 9 м. Донецька. З 1973 по 1979 — директор Донецького обласного інституту удосконалення вчителів. 
З 1979 року — завідувач кафедри, ректор Донецького інституту післядипломної освіти інженерно-педагогічних працівників.

## Науково-освітня та громадська робота
Авторка 141 наукової публікації, у співавторстві — 71; зокрема 9 підручників і 3 навчально-методичних посібників.
З 2001 по 2005 рік була керівником українсько-британського проєкту «Навчання ділової активності учнів професійно-технічних та загальноосвітніх навчальних закладів».
Була обрана депутатом Ленінської районної Ради народних депутатів (м. Донецьк), членом її виконкому, член Всесоюзної ради директорів ІПК, член фахової ради з ліцензування та акредитації навчальних закладів післядипломної освіти та підвищення кваліфікації МОН України.
Досліджує проблеми післядипломної освіти керівних працівників професійно-технічних навчальних закладів. Розробляє і впроваджує в навчальний процес професійної школи інноваційні педагогічні технології, зокрема модульне навчання майбутніх робітників будівельного профілю.

## Нагороди
- Орден «Знак пошани»;
- Медаль «За доблесну працю»;
- Медаль «За трудову відзнаку»;
- Медаль «А. С. Макаренка»;
- Медаль «Ветеран праці»;
- Нагрудний знак «Відмінник народної освіти»;
- Нагрудний знак «Заслужений працівник народної освіти»;
- Бронзова медаль ВДНГ СРСР;
- Золота медаль ВДНГ СРСР;
- Диплом Пошани ВДНГ СРСР;
- Грамота Президента України[2].